# Doumen
Doumen, även romaniserat Towmoon, är ett stadsdistrikt i Zhuhais stad på prefekturnivå i provinsen Guangdong i sydöstra Kina. Det ligger omkring 100 kilometer söder om provinshuvudstaden Guangzhou.
Doumen är indelat i ett stadsdelsdistrikt och fem köpingar.
Stadsdelsdistrikt (jiedao):

- Baiteng (白藤街道)

Köpingar (zhen):

- Baijiao (白蕉镇)
- Doumen (斗门镇)
- Jing'an (井岸镇)
- Lianzhou (莲洲镇)
- Qianwu (乾务镇)